# Abraham Gevers (1762-1818)
Abraham Gevers, heer van Noord-Nieuwland (Rotterdam, 29 november 1762 - Maassluis, 21 augustus 1818), was een Nederlandse politicus.

## Familie
Gevers, lid van de familie Gevers, was een zoon van Paulus Gevers (1741-1797), advocaat, Statenlid en schepen in Rotterdam, en Jacoba Maria Cornets de Groot (1741-1815), vrouwe van Noord-Nieuwland, lid van de familie De Groot. Hij was een broer van Hugo Gevers. Gevers trouwde met Suzanna Margaretha Beeldemaker (1770-1841), lid van de familie Beeldemaker, uit welk huwelijk vijf kinderen werden geboren.

## Loopbaan
Gevers studeerde Romeins en hedendaags recht aan de Leidse universiteit en promoveerde in 1784. Hij was koopman in Rotterdam en daarnaast secretaris van het baljuwschap Schieland en commissaris van kleine zaken en het waterrecht. In 1787 werd hij, als patriot, ontslagen. Na de Bataafse Revolutie vervulde hij diverse bestuursfuncties in Rotterdam; hij was onder meer raad van Rotterdam (1796-1798), commissaris van de leenbank (1796-1797), lid van de municipaliteit (vanaf 1798), schepen (1802-1804, vanaf 1806) en commissaris van de posterijen (1803-1810).
Hij was daarnaast lid van de Tweede Nationale Vergadering (1797-1798) en lid van het Wetgevend Lichaam (1807-1810). Van 1811 tot 1814 was hij lid van het Keizerlijk Wetgevend Lichaam te Parijs. Na de Franse tijd was hij tot aan zijn overlijden president van de Rotterdamse rechtbank van eerste aanleg.